# Goniocarsia electrica
Goniocarsia electrica är en fjärilsart som beskrevs av William Schaus 1894. Goniocarsia electrica ingår i släktet Goniocarsia och familjen nattflyn. Inga underarter finns listade i Catalogue of Life.